# Gmina Komenda
Komenda – gmina w środkowej Słowenii. W 2010 roku liczyła 5314 mieszkańców.

## Miejscowości
Miejscowości wchodzące w skład gminy Komenda:

- Breg pri Komendi
- Gmajnica
- Gora pri Komendi
- Klanec
- Komenda – siedziba gminy
- Komendska Dobrava
- Križ
- Mlaka
- Moste
- Nasovče
- Podboršt pri Komendi
- Potok pri Komendi
- Suhadole
- Žeje pri Komendi